# Bitwa pod Pelion
Bitwa pod Pelion – starcie zbrojne, które miało miejsce w roku 335 p.n.e.
Po zwycięstwie w bitwie na przełęczy Szipka i zawarciu układu pokojowego ze Scytami Aleksander pomaszerował na zachód, chcąc rozprawić się z wywołującymi niepokoje Ilirami. Po dotarciu do miasta Pelion, na tyłach Macedończyków pojawiła się armia iliryjska idąca z odsieczą oblężonym. Aleksander pokazał wówczas demonstrację siły, nakazując swoim wojskom musztrę, która wywołała wielkie wrażenie na przeciwniku. Ilirowie zawahali się powstrzymując atak, co wykorzystał Aleksander przeprawiając wojsko na drugi brzeg pobliskiej rzeczki, gdzie zajął korzystne pozycje obronne do walki. Pod koniec przeprawy Ilirowie przypuścili spóźniony atak na tylne oddziały macedońskie, zostali jednak ostrzelani pociskami z katapult, które Aleksander nakazał ustawić na brzegu rzeki. Po przeprawieniu się wszystkich żołnierzy Macedończycy kolejną noc spędzili w obozie. Dopiero na trzeci dzień wczesnym rankiem żołnierze Aleksandra uderzyli na nieprzygotowanego do walki przeciwnika, rozbijając go zupełnie. W bitwie pod Pelion po raz pierwszy w historii zastosowano ostrzał z katapult użytych w trakcie walnej bitwy. 